# Арапски алфабет
Арапски алфабет (арап. أَبْجَدِيَّة عَرَبِيَّة) или абџад, представља арапско писмо, јер је кодификован за писање арапског језика. Пише се здесна налево, курзивом, и садржи 28 слова. Будући да слова у великој мери представљају консонанте, класификује се као делимични абџад.

## Консонанти
Основни арапски алфабет садржи 28 графичких слова. Арапско писмо је у другим језицима адаптирано додајући и одузимајући нека слова, као у персијском, османском турском, синди, урду, пашто и малежанском џави језику. Ово писмо не разликује облик малих и великих слова.
Многа слова изгледају слично, али се разликују једни од других тачкама (إِعْجَام - iʿğām), изнад или испод централног дела, званог rasm. Ове тачке чине саставни део слова, јер представљају разлику између гласова. На пример, арапска слова преведена као b и t имају исти основни облик, с тим да b има једну тачку испод, ب, док t има две тачке изнад, ت.
И штампани и писани облик арапског језика су курзиви, са већином слова у речи директно припојеном следећем слову.

### Алфабетни редослед
Постоје два главна алфабетна редоследа у арапском алфабету:
- оригинални abğadī редослед (أَبْجَدِي), настао из редоследа феничанског алфабета, стога је слична и другим алфабетима који су се из њега развили, попут хебрејског.

Овим редоследом, слова се такође користе и као бројеви.
- такозвани hiğā’īy (هِجَائِي) илити alifbā’īy (أَلِفْبَائِي) редослед, приказан у табели, коришћен приликом пописивања, у именицима, речницима и др.[3]

Најчешћи abğadīy редослед је:
| غ | ظ | ض | ذ | خ | ث | ت | ش | ر | ق | ص | ف | ع | س | ن | م | ل | ك | ي | ط | ح | ز | و | ه | د | ج | ب | ا |
| ġ | ẓ | ḍ | ḏ | ẖ | ṯ | t | š | r | q | ṣ | f | ʿ | s | n | m | l | k | y | ṭ | ḥ | z | w | h | d | ğ | b | ā |
Напомена: у овом редоследу, као и у сваком наредном, слова су поређана у синистросном смеру, тј. здесна налево. Транскрипција на латиничном писму је такође овим редом представљена, са словима испод одговарајућих еквивалената. Дакле, прво слово у редоследу је „أ“ (ā), док је последње „غ“ (ġ).
Ово је углавном вокализовано на следећи начин:
abğad:abuğa hawwaz ḥuṭṭī kalaman saʿfaṣ qarašat ṯaẖaḏ ḍaẓaġ.
Други начин је:
abuğadin hawazin ḥuṭiya kalman saʿfaṣ qurišat ṯaẖuḏ ḍaẓuġ
Модерни речници не користе abğadī редослед за алфабетско слагање; уместо њега се користи нови hiğā’ī редослед, са словима делимично груписаним по сличности облика:
| ي | و | ه | ن | م | ل | ك | ق | ف | غ | ع | ظ | ط | ض | ص | ش | س | ز | ر | ذ | د | خ | ح | ج | ث | ت | ب | ا |
| y | w | h | n | m | l | k | q | f | ġ | ʿ | ẓ | ṭ | ḍ | ṣ | š | s | z | r | ḏ | d | ẖ | ḥ | ğ | ṯ | t | b | ā |

### Облици слова
За разлику од курзивног писма латинског алфабета, књижевни арапски стил налаже постојање различитих облика слова, у зависности од тога да ли се спајају са претходним и/или следећим словом; стога сва слова имају одређене облике, у зависности од тога да ли су на почетку, у средини или на крају речи, те могу имати до четири облика (почетни, средњи, крајњи и самостални).
Међутим, шест слова (و ز ر ذ د ا) поседују једино самостални облик, те тиме приморавају наредно слово да узме самостални или почетни облик, као да је између њих прекид. На пример, أرارات (планина Арарат) састоји се само од самосталних облика слова, јер ниједан члан те речи не може бити повезан са наредним.
Поједина слова изгледају приближно исто у све четири форме, док нека показују изразите варијације. Уопштено, почетни и средњи облик изгледају исто, с тим што средњи облик неких слова почиње кратком хоризонталном линијом здесна, како би осигурао спајање са претходним словом. Крајњи и самостални облик су такође слични, али крајњи облик такође има хоризонталну линију здесна, а у неким случајевима и продужетак на левој страни, која представља украсни детаљ. Такође, између неких слова се јављају лигатуре (посебни графички облици), укључујући lām-alif.

### Табела основних слова
Када је реч о изговору, приказане фонемске вредности представљају изговор књижевног арапског језика, варијетета који се учи на универзитетима. У пракси, изговор може значајно да варира у односу на регион, јер се књижевни језик не сматра матерњим језиком Арапа. Имена арапских слова сматрају се апстрактним значењима раног облика арапског језика, где су имала значења у прото-семитском језику.
Шест слова (و ز ر ذ د ا) немају могућност спајања са наредним словом, стога се увек пишу у свом крајњем облику. 
| Име слова  | Транслитерација | Облик слова | Облик слова | Облик слова | Самостално |
| Име слова  | Транслитерација | Крајњи      | Средњи      | Почетни     | Самостално |
| ---------- | --------------- | ----------- | ----------- | ----------- | ---------- |
| alif       | ā , ʾ           | ـا          | ـا          | ا           | ا          |
| bā’        | b               | ـب          | ـبـ         | بـ          | ب          |
| tā’        | t               | ـت          | ـتـ         | تـ          | ت          |
| thā’       | ṯ               | ـث          | ـثـ         | ثـ          | ث          |
| jīm        | ǧ               | ـج          | ـجـ         | جـ          | ج          |
| ḥā’        | ḥ               | ـح          | ـحـ         | حـ          | ح          |
| khā’       | ẖ               | ـخ          | ـخـ         | خـ          | خ          |
| dāl        | d               | ـد          | ـد          | د           | د          |
| dhāl       | ḏ               | ـذ          | ـذ          | ذ           | ذ          |
| rā’        | r               | ـر          | ـر          | ر           | ر          |
| zayn / zāy | z               | ـز          | ـز          | ز           | ز          |
| sīn        | s               | ـس          | ـسـ         | سـ          | س          |
| shīn       | š               | ـش          | ـشـ         | شـ          | ش          |
| ṣād        | ṣ               | ـص          | ـصـ         | صـ          | ص          |
| ḍād        | ḍ               | ـض          | ـضـ         | ضـ          | ض          |
| ṭā’        | ṭ               | ـط          | ـطـ         | طـ          | ط          |
| ẓā’        | ẓ               | ـظ          | ـظـ         | ظـ          | ظ          |
| ʿ          | ʿ               | ـع          | ـعـ         | عـ          | ع          |
| ghayn      | ġ               | ـغ          | ـغـ         | غـ          | غ          |
| fā’        | f               | ـف          | ـفـ         | فـ          | ف          |
| qāf        | q               | ـق          | ـقـ         | قـ          | ق          |
| kāf        | k               | ـك          | ـكـ         | كـ          | ك          |
| lām        | l               | ـل          | ـلـ         | لـ          | ل          |
| mīm        | m               | ـم          | ـمـ         | مـ          | م          |
| nūn        | n               | ـن          | ـنـ         | نـ          | ن          |
| hā’        | h               | ـه          | ـهـ         | هـ          | ه          |
| wāw        | w / ū           | ـو          | ـو          | و           | و          |
| yā’        | y / ī           | ـي          | ـيـ         | يـ          | ي          |

- Alif може представљати многе фонеме у писаном арапском језику:
  1. Без дијакритичких ознака: ا
    - Почетна: a, i  или понекад изостављено изговарање у одређеном члану ال (a)l-
    - Средња или крајња: ā .

  2. Alif са хамзом изнад: أ
    - Почетна: ʾa, ʾu
    - Средња или крајња: aʾ

  3. Alif са хамзом испод: إ
    - Почетна: ʾi; не појављује се у средњој или крајњој форми.

  4. Alif са мадом: آ
    - Почетна, средња или крајња: ʾā.
- П и В могу бити представљени знаком پ‎ и ڤ‎‎/ڥ‎ или у недостатку фонема, ب‎ и ف‎‎/ڢ‎ се могу користити такође.
- На арапском говорном подручју, фонема Г може бити представљена коришћењем различитих слова, у зависности од локалних дијалеката. ج‎ се користи у Египту, као и понекад у Јемену и Оману. ق‎ се користи тамо где представља Г у локалним дијалектима. ك‎ или غ‎ се користе тамо где Г не постоји у локалним дијалектима. Други знакови, попут گ‎,‎ ݣ‎ или ڨ‎ такође могу бити коришћени, али не потпадају под стандардна арапска слова. Затим, када ج‎ представља Г, такође може бити коришћен за Ж и Џ, или слово چ‎ се користи у Египту.
- Fā’ и qāf се традиционално пишу у северозападној Африци знаком ڢ‎ и ڧـ ـڧـ ـٯ‎, док се дијакритичка тачка на другом слову употребљава само у почетном и средњем облику.
- Yā’ у самосталном и крајњем облику, у писаној и штампаној форми у Египту, Судану и појединим областима, увек се користи без тачке ى‎, чинећи знак само тонтекстуално различитим од alif maqṣūrah.
- Слово alif настало је из феничанског алфабета, као консонантски знак, означавајући глоталну паузу. У данашње време је изгубило своју функцију консонанта, и заједно са знаком ya’ и wāw, постало је Mater lectionis, консонантски знак који се представља као вокал, или као носилац појединих дијакритичких симбола, (madda آ и hamza|hamza أ ).
- Арапски језик тренутно користи дијакритички симбол,  ﺀ, called hamza, као обележје глоталне паузе, која се пише самостално или са носиоцем:
  - самостално: ء
  - са носиоцем: إ أ (изнад или испод alif), ؤ (изнад wāw), ئ (изнад yā’ без дијакритичких тачака или yā’ hamza).

### Модификована слова
Следећа слова нису посебна, већ представљају специјалне контекстуалне варијанте неких арапских слова. 
| Облици     | Облици | Облици | Облици  | Име          | Транслитерација |
| самостални | крајњи | средњи | почетни | Име          | Транслитерација |
| ---------- | ------ | ------ | ------- | ------------ | --------------- |
| آ          | ـآ     | ـآ     | آ       | alif madda   | ā               |
| ة          | ـة     |        |         | tā’ marbūṭa  | t               |
| ى          | ـى     |        |         | alif maqṣūra | а               |

### Лигатуре
Употреба типографске лигатуре у арапском језику је честа. Постоји једна обавезна лигатура, за слова lām + alif, која постоји у два облика. Све остале лигатуре (yā’ + mīm, и др.) се користе произвољно.
| Облици у тексту | Облици у тексту | Облици у тексту | Облици у тексту | Име        |
| Крајњи          | Средњи          | Почетни         | Самостални      | Име        |
| --------------- | --------------- | --------------- | --------------- | ---------- |
| ﻼ               | ﻼ               | ﻻ               | ﻻ               | lām + alif |

Најкомплекснија лигатура, која се састоји из чак седам чинилаца, служи за представљање речи Allāh.
Једина лигатура у примарном опсегу арапског алфабета у уникоду (U+06xx) је lām + alif. 
Она је једина обавезна у програмима за склапање речи. 
- lām + alif
لا‎
- Уникод такође има свој облик Presentation Form B FExx range за ову лигатуру, U+FEFB АРАПСКА ЛИГАТУРА LAM + ALIF САМОСТАЛНИ ОБЛИК:

ﻻ‎
- U+0640 lām + alif

- ـلا‎
- Уникод такође има свој облик Presentation Form B FExx range за ову лигатуру, U+FEFB АРАПСКА ЛИГАТУРА LAM + ALIF КРАЈЊИ ОБЛИК:
ﻼ‎

Још једна лигатура у уникод Presentation Form A у распону од U+FB50 до U+FDxx представља специјални код за лигатуру речи Allāh („Бог“), U+FDF2 АРАПСКА ЛИГАТУРА ALLAH САМОСТАЛНИ ОБЛИК:
ﷲ‎

### Удвостручавање сугласника
Тешдид је знак за удвостручавање сугласника у арапском језику. Уместо дуплог бележења једног слова, користи се знак 
ّ ّ  по имену shadda, изнад њега. Треба обратити пажњу на то да, ако се вокал нађе између два консонанта, слово ће се писати два пута. Дијакритички симбол се појављује само у случају када је крај једног слога исти као почетни консонант наредног. Свеобухватни термин за све дијакритичке симболе је ḥarakāt.
| Уникод | Име    | Транслитерација          |
| ------ | ------ | ------------------------ |
| 0651 ّ‎ ّ | shadda | (удвостручени консонант) |

### Нунација
Нунација (арап. تنوين tanwīn) представља додатак на крају речи -n именице или придева. Кратки вокал испред њега наговештава у ком падежу се налази реч. у писаном арапском језику, нунација се обележава дуплирањем дијакритичког вокала на крају речи.
| Симбол          | ـٌ   | ـٍ   | ـً   |
| Транслитерација | -un | -in | -an |

## Вокали
Арапски говорници углавном користе дуге вокале, али изостављају кратке, што читаоца приморава да користи своје знање језика да би правилно надокнадио вокале који недостају. Међутим, у образовном систему и делимично на часовима арапске граматике, ови вокали се користе, јер имају пресудну улогу у граматици. Арапска реченица може имати потпуно другачије значење, ако се и само један вокал промени. Због тога важни текстови попут Qur’ānа, три основна вокала су обавезна, као и сви други типови ознака, попут знакова за интонацију.

### Кратки вокали
У свакодневној писменој употреби арапског језика, у штампи и уличним знацима, кратки вокали се не користе. Насупрот томе, копије Курана не могу бити прихваћене од стране верских института који их прегледају, ако оне не садрже дијакритичке симболе. Књиге за децу, школски уџбеници и граматике арапског језика користе дијакритичке симболе у великој мери. Књиге таквог типа називају се вокализованим текстовима. 
Кратки вокали могу бити представљени дијакритичким симболима испод или изнад консонанта који им претходи у слогу. Сви вокали у арапском језику, било дуги или кратки, морају пратити консонант.
| Кратки вокали (потпуно вокализован текст) | Име   | Транс. |
| ----------------------------------------- | ----- | ------ |
| 064E َ‎                                     | fatḥa | a      |
| 064F ُ‎                                     | ḍamma | u      |
| 0650 ِ‎                                     | kasra | i      |

### Дуги вокали
У потпуно вокализованим текстовима, попут Курана, дуго ā које прати било који консонант осим hamzе обележава се кратким вокалом a, односно знаком (fatḥa) на консонанту и словом alif које му следи; дуго ī се обележава вокалом i, односно знаком (kasra) и словом yā’ ; док се дуго ū обележава вокалом u, односно знаком (ḍamma) и словом wāw.
Следећа табела показује положај вокала испод или изнад испрекиданог круга, који служи као замена за консонант или тешдид. Због јасноће у табели, слова са леве стране, која обележавају дуге вокале, приказана су у свом самосталном облику.
| Дуги вокали (потпуно вокализован текст) | Име                | Транс. |
| --------------------------------------- | ------------------ | ------ |
| 064E 0627 َا‎                             | fatḥa alif         | ā      |
| 064E 0649 َى‎                             | fatḥa alif maqṣūra | ā / á  |
| 064F 0648 ُو‎                             | ḍamma wāw          | ū      |
| 0650 064A ِي‎                             | kasra yā’          | ī      |

У невокализованим текстовима (у којима се кратки вокали не бележе), дуги вокали су представљени следећим словима:
alif, alif maqṣūra, wāw, or yā’. Дуги вокали писани у средини речи третирају се као консонанти који имају sukūn у тексту који садржи све дијакритичке симболе. Овде су такође представљена слова у свом самосталном облику ради јасноће.
Комбинације које садрже وا или يا увек се изговарају као wā и yā. Једини изузетак је када се وا налазе на крају речи, где се alif не изговара, те се добија само глас ū.
| Дуги вокали (невокализован текст) | Име                                | Транс. |
| --------------------------------- | ---------------------------------- | ------ |
| 0627 ا                            | (подразумевана fatḥa) alif         | ā      |
| 0649 ى                            | (подразумевана fatḥa) alif maqṣūra | ā / aỳ |
| 0648 و                            | (подразумевана ḍamma) wāw          | ū / uw |
| 064A ي                            | (подразумевана kasra) yā’          | ī / iy |

Уз то, приликом транскрибовања имена и позајмљеница, говорници арапског језика теже ка записивању свих вокала знаковима дугих вокала (ā словом ا тј. alif, ē и ī словом ي тј.ya’, и ō и ū словом و тј.wāw), да би звучало што приближније изворном изговору.